# Motel One
Motel One is een Duitse hotelketen, die de prijzen van een budgethotel combineert met de uitstraling van een designhotel. De keten werd in 2000 opgericht door het ondernemerspaar Ursula Schelle-Müller en Dieter Müller (voorheen Accor). Zij leiden de hotelgroep nog steeds vanuit het hoofdkantoor in München.
In 20 jaar is Motel One uitgegroeid tot 73 hotels met bijna 21.000 kamers in heel Europa.

## Geschiedenis
In 2000 werd in Offenbach het eerste Motel One geopend. Daarop volgde de opening van hotels in de buurt van grote Duitse steden.
Vanaf 2003 veranderde het bedrijf zijn strategie en ging het bij voorkeur op zoek naar locaties in de binnenstad, dicht bij bezienswaardigheden, toeristische attracties of met goede vervoersverbindingen. Het eerste centraal gelegen hotel werd geopend in Berlin-Mitte. Selectiecriteria voor de bouw van nieuwe hotels zijn kwaliteit, ligging, ontwerp, prijs en eigenheid.
In 2006 presenteerde de hotelgroep voor het eerst haar handelsmerk, de turquoise Egg Chairs, in hotels in Neurenberg en Hamburg. De kleur en de vorm hiervan zijn tot op de dag van vandaag terug te vinden zijn in het logo.
De uitbreiding naar grote Europese steden begon met de opening van hotels in Salzburg en Wenen in 2011. In 2012 werd in Edinburgh het eerste Motel One in Groot-Brittannië geopend. In 2013 opende Motel One Wien-Prater de tienduizendste Motel One-kamer. In 2014 startte de interne opleidingsacademie “One University” op de campus van Motel One in München.
In 2017 startte Motel One met het digitale lidmaatschapsprogramma beOne. Bovendien werden nieuwe vlaggenschiphotels geopend met Motel One Berlin-Upper West en het grootste Motel One Berlin-Alexanderplatz met 708 kamers.
Sinds 2018 heeft Motel One ook hotels in Spanje (Barcelona) en Frankrijk (Parijs). In 2019 opende Motel One Warsaw-Chopin het eerste hotel van de keten in Polen.

## Algemeen

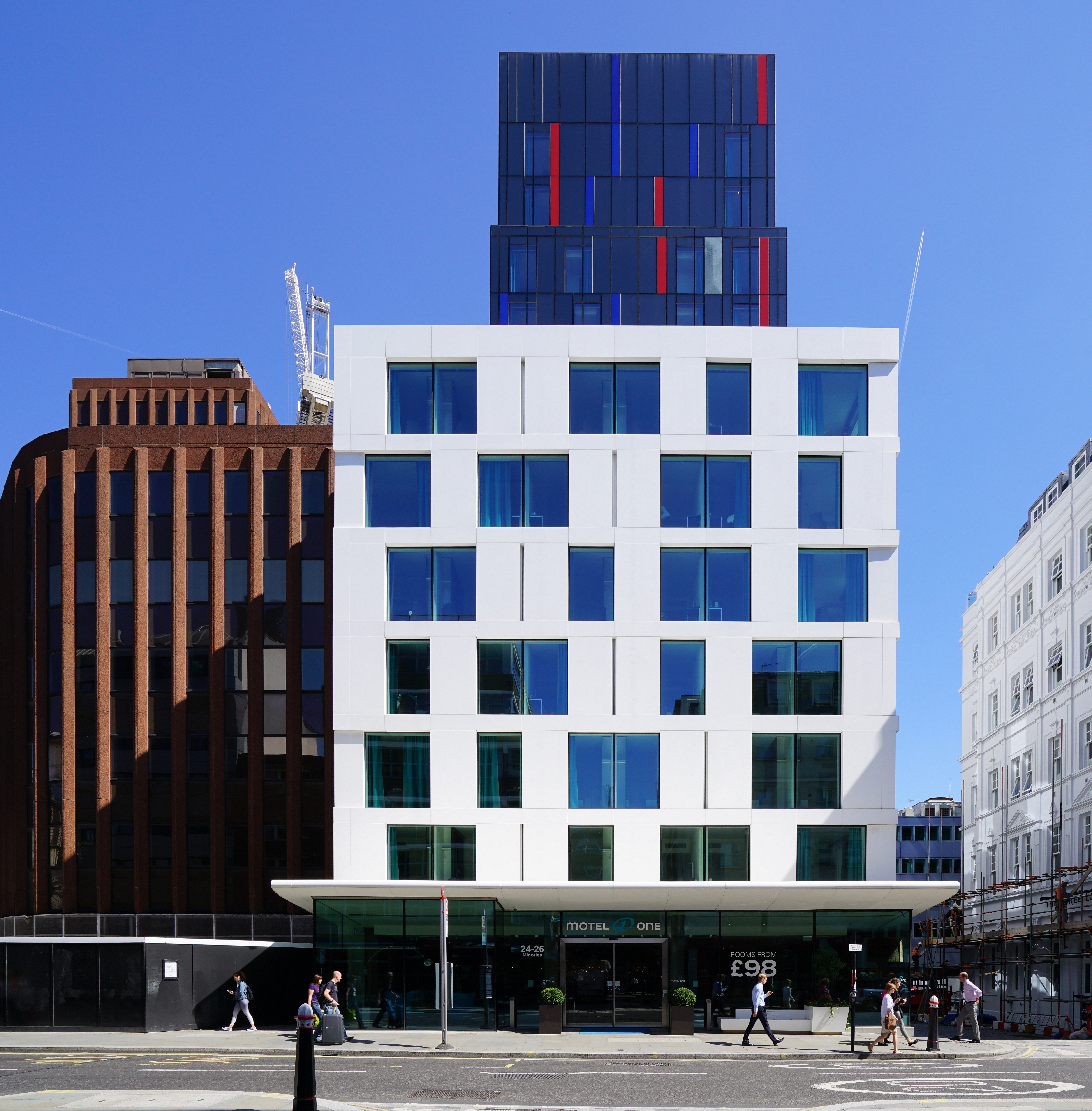
Het eerste Motel One in Engeland : Motel One London-Tower-Hill in de City of London

In november 2019 exploiteert Motel One 73 hotels met bijna 21.000 kamers in Duitsland, België, Tsjechië, Groot-Brittannië, Oostenrijk, Spanje, Frankrijk, Zwitserland, Nederland en Polen. In het eerste kwartaak 2021 was de keten gegroeid naar 75 hotels.
Motel One is de oprichter en pionier van het budget-designconcept. Het bedrijf huurt lokale kunstenaars in die elk huis een individueel tintje geven. Tegelijkertijd vormen de Egg Chair en de kleur turkoois belangrijke elementen in de huisstijl van de keten.
Het interieur van de hotels is modern vormgegeven en gebruikt vaak de huisstijlkleur turkoois. De gemiddelde kameroppervlakte bij Motel One bedraagt 16m². Op de kamer is geen kast, telefoon, minibar of roomservice. Een ander belangrijk kenmerk van de hotels is de ruime lobby.

## Aandeelhouders en aandeelhoudersstructuur
Motel One wordt sinds de oprichting geleid door de eigenaar. Oprichter en CEO Dieter Müller en DMG Beteiligungs GmbH hebben een belang van meer dan 60% van de gewone aandelen van de hotelgroep.
One Hotels & Resorts AG heeft in totaal 64,72% van de aandelen van Motel One GmbH in handen. 35% van de aandelen is in eigendom van de particuliere investeringsmaatschappij Proprium Capital Partners en  0,28% van Philippe Weyland, vice-voorzitter van de Raad van Commissarissen van One Hotels & Resorts AG.

## Bedrijfscijfers
In het boekjaar 2018 werd een totale bezettingsgraad van bijna 77 procent behaald. De omzet van de hotelexploitatie steeg met 22% ten opzichte van het voorgaande javar tot €487 miljoen en de EBITDA steeg met 23% tot €150 miljoen. In het eerste kwartaal van 2021 was de bezetting fors teruggevallen tot 8,5% ten gevolge van de corona-pandemie. en de omzet viel 86% terug tot €14 miljoen. Aangezien er een bezettingsgraad van 45 tot 50% moet zijn om break-even te draaien maakte het bedrijf verlies,

## One University
De One University op de One Campus op het hoofdkantoor in München is de eigen opleidingsacademie van Motel One. In samenwerking met de International University of Applied Sciences Bad Honnef (IUBH) biedt Motel One een duaal studieprogramma aan voor een Bachelor of Arts in de toeristische sector met een focus op hotelmanagement.

## One Foundation
In 2017 heeft Motel One de "One Foundation" opgericht. Met de eerste in München en Berlijn ondersteunt de stichting, samen met One University, kansarme mensen met integratie, onderwijs en training op school en op het werk.